# Life Support
Life Support es el cuarto álbum de estudio del dúo australiano Air Supply, lanzado al mercado en 1979. El álbum contiene la versión original del sencillo "Lost in Love", el cual luego escalaría a la primera posición en las listas de éxitos de Australia.

## Lista de canciones
1. "Give Me Love"
2. "Looking Out for Something Outside"
3. "Lost in Love"
4. "I Just Like the Feeling"
5. "More Than Natural"
6. "Just Another Woman"
7. "Bring Out the Magic"
8. "I Don't Want to Lose You"
9. "Believe in the Supernatural"